# قله کومکان
کومکان یک قله کوه با ارتفاع ۲٬۷۴۲-متر (۸٬۹۹۶-فوت) است که در بریتیش کلمبیا، کانادا واقع شده‌است.
اولین صعود قله در ۱۶ اوت ۱۹۵۸ توسط چهار عضو باشگاه کوهنوردی بریتیش کلمبیا انجام شد: دیک کولبرت، آرت دلو، روی میسون و رالف هاچینسون.